# Crepidohamma nigrifrons
Crepidohamma nigrifrons är en tvåvingeart som först beskrevs av Curtis W. Sabrosky 1957.  Crepidohamma nigrifrons ingår i släktet Crepidohamma och familjen smalvingeflugor.
Artens utbredningsområde är Costa Rica. Inga underarter finns listade i Catalogue of Life.